# Carlos Balmaceda Saavedra

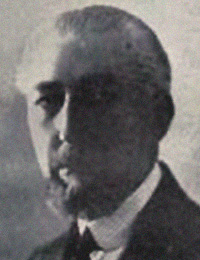
Carlos Balmaceda Saavedra (1879-1958)

Carlos Balmaceda Saavedra (Santiago, 8 april 1879 - aldaar, 21 augustus 1958) was een Chileens politicus. Hij was gedurende zijn politieke carrière meerdere malen minister.

## Biografie
Hij was de zoon van José María Balmaceda Fernández (1846-1899), broer van president José Manuel Balmaceda Fernández en van Amelia Saavedra Rivera. Hij bezocht het Colegio Inglés en het Instituto Nacional in Santiago. Aansluitend studeerde hij agronomie aan de Universiteit van Chili. Na het voltooien van zijn studie was hij werkzaam in het bedrijfsleven.

### Politieke carrière
Balmaceda werd in 1909 voor de Partido Liberal Democrático (Liberaal-Democratische Partij) in de Kamer van Afgevaardigden gekozen. Hij bleef tot 1921 lid van het lagerhuis. Van 1912 tot 1916 bekleedde hij de post van voorzitter van de Kamer van Afgevaardigden
Op 25 juni 1910 benoemde president Pedro Montt Montt de 31-jarige Balmaceda tot minister van Financiën. Hij oefende dit ambt enige maanden (25 juni - 23 december 1910) uit. Jaren later, in 1931, was Carlos Balmaceda minister van Buitenlandse Zaken en Handel (26 juli - 2 september 1931), Land en Kolonisatie (16 juli - 14 augustus 1931). Van 15 november 1931 tot 4 juni 1932 was hij wederom minister van Buitenlandse Zaken en Handel.
Balmaceda, die sinds 1910 lid was van de raad van bestuur van de Banco de Chile (Bank van Chili), was van 1923 tot 1939 directeur van deze bank. In 1939 werd hij directeur van het Vereniging voor Toerisme en Hotels van Chili. Daarnaast vervulde hij nog tal van commissariaten en functies binnen het bedrijfsleven.
Hij overleed op 79-jarige leeftijd, op 21 augustus 1958, in Santiago.

## Privé
Carlos Balmaceda was getrouwd Marta Lazcano Váldez. Het echtpaar had vier kinderen.